# 1947年至1948年香港甲組足球聯賽
1947–48年香港甲組足球聯賽（英語：Hong Kong First Division Football League），是第 37 屆香港甲組足球聯賽，本屆聯賽共有 15 隊參賽球隊，冠軍是傑志，他們以 28 場 22 勝 2 和 4 合共取得 46 分。傑志隊第 1 次贏得港甲冠軍。

## 外部連結
- 香港足球總會官網（页面存档备份，存于）
- 香港甲組足球聯賽 歷屆冠軍（页面存档备份，存于）